# Catedral de Quito
La catedral metropolitana de Quito és un temple catòlic situat al Centre Històric de la ciutat de Quito. És la seu de l'Arquebisbat i ocupa tota la part sud de l'anomenada plaça de la Independència de la ciutat, de la que s'ha convertit en la vista més famosa malgrat no ser el seu ingrés principal. El 1995 va ser elevada a Catedral Primada de l'Equador, fet que la converteix en el temple catòlic de major jerarquia al país.

## Antecedents
Després de la fundació de la vila de San Francisco de Quito, el 6 de desembre de 1534, i el posterior traçat de la ciutat i assignació de solars que es va fer entre els primers habitants del lloc, es va decidir atorgar-li a l'església tot el sector sud de la que seria la Plaça Major. El primer temple provisional, aixecat entre 1562 i 1565 per Pedro Rodríguez de Aguayo sota les ordres del prevere Juan de Rodríguez, nomenat rector de la novella vila, va ser una construcció de tova, fusta i sostre de palla per albergar als fidels durant la primera dècada.
Amb l'elecció de la parròquia quitenya a Bisbat, el gener de 1545, es nomena bisbe a l'espanyol García Díaz Arias, que arriba a Quito el 13 d'abril de l'any següent, al costat del Vicari General Pedro Rodríguez de Aguayo; i els plans per aixecar un temple major amb millors condicions van començar.
Entre 1562 i 1565 la hi va edificar des dels fonaments sota la direcció de Pedro Rodríguez de Aguayo, que governava la Diòcesi en Seu Vacant, doncs el primer bisbe, García Díaz Arias, havia mort sense que l'obra hagués avançat. Això converteix a la Catedral de Quito en, probablement, la més antiga de Sud-amèrica.

## Construcció

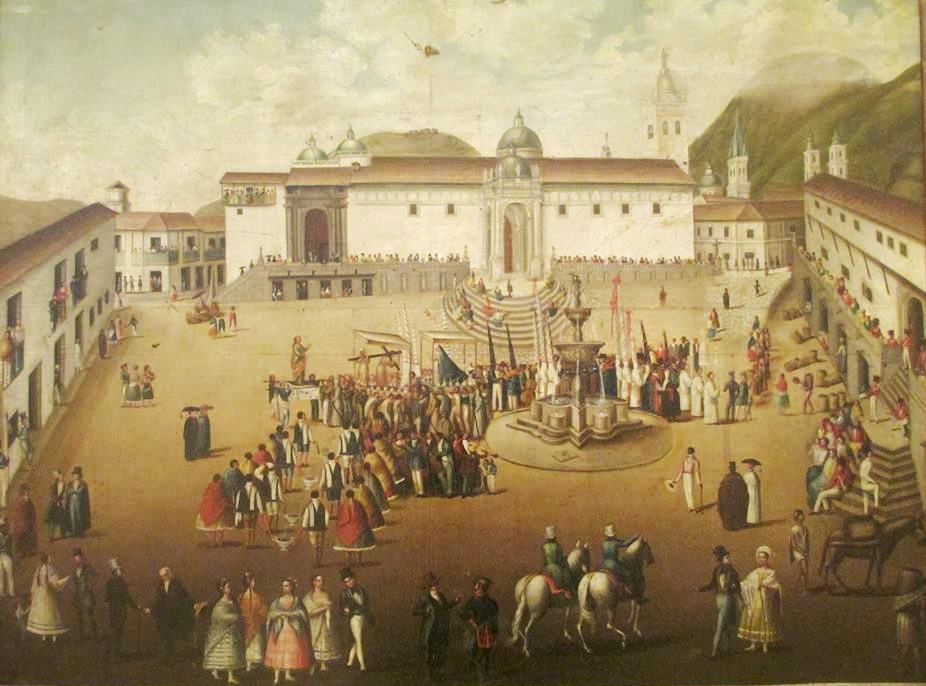
La Catedral al.

La seva construcció és de pedra, i es va usar el sistema de minga pel llaurat i obra de paleta. El seu emplaçament lateral va contribuir a jerarquitzar la plaça Major, encara que l'entrada principal no es troba davant d'ella, ja que al moment de la construcció existia la quebrada de Sanguña, que no permetia que el temple s'estengués cap enrere. L'arquitecte encarregat de les dues primeres etapes constructives va ser l'espanyol Antonio García.

### Reconstruccions

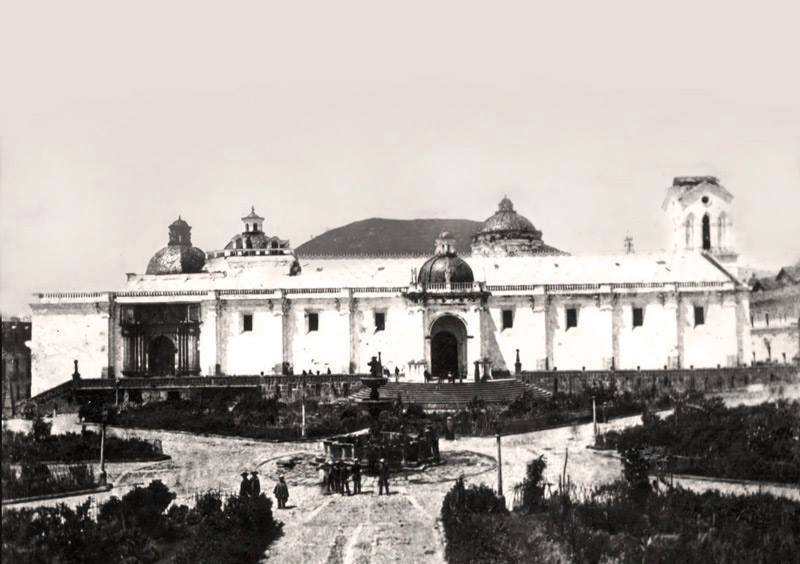
La Catedral al voltant de l'any 1870.

Després de l'erupció del volcà Pichincha, que va assolar Quito el 1660, la catedral va haver de ser reconstruïda per ordre del Bisbe Alonso de la Penya Montenegro; i molts dels seus espais interns van ser re-decorats per retornar-li la seva esplendor original; és així que d'aquesta època data la pintura de la Verge que es troba en el retaule del cor, obra del pintor Miguel de Santiago.
El 1755 es va dur a terme una segona reconstrucció, a causa del terratrèmol que va assotar la ciutat aquest any, encara que no va haver-hi majors canvis a causa que els danys no van ser significatius.
En la tercera reconstrucció de 1797, en la qual es va afegir també l'Arc de Carondelet, es va encomanar a tallador Manuel Chili Caspicara refer el retaule del cor, mentre els pintors Bernardo Rodríguez i Manuel Samaniego decoraven el centre del mateix i els murs del temple amb les seves obres. D'aquesta mateixa època data el destacat tallat de fusta i coberta d'or del púlpit actual.
El terratrèmol de 1868 va obligar a una quarta reconstrucció, aquesta vegada de la torre del campanar, que es va enfonsar amb el sisme; aquesta solament va acabar de ser reconstruïda en 1930, en un estil diferent a tot el context, l'anomenat casc prussià, ja que el projecte va ser de l'arquitecte i sacerdot alemany Pedro Bruning.
Altres intervencions menors, totes per conservar el patrimoni de la catedral, es van donar el 1992, quan es van realitzar treballs en l'estructura i en les cobertes; i el 1997 i 1999, respectivament, es van fer reparacions en l'atri i muralleta.

## Estructura

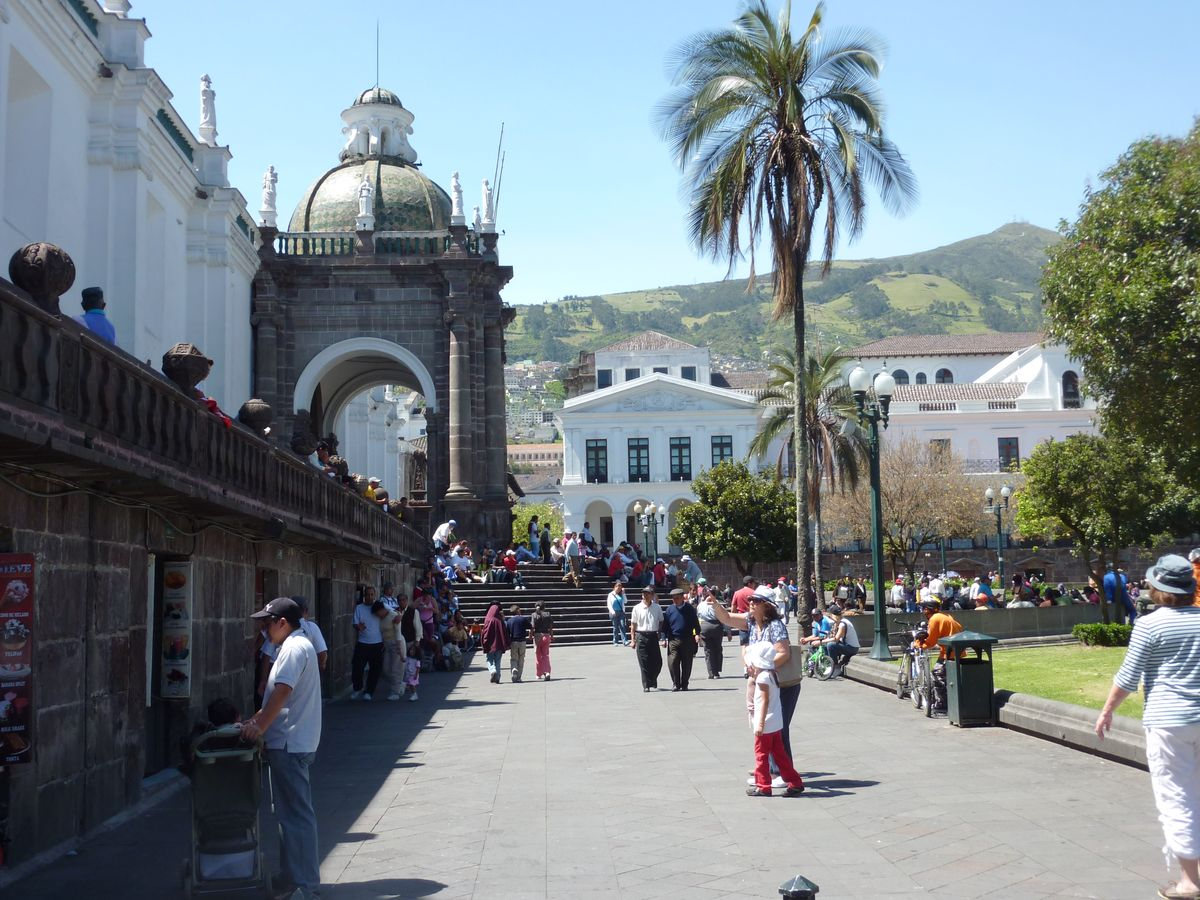
Detall de la muralleta, escalinata i l'Arc de Carondelet.

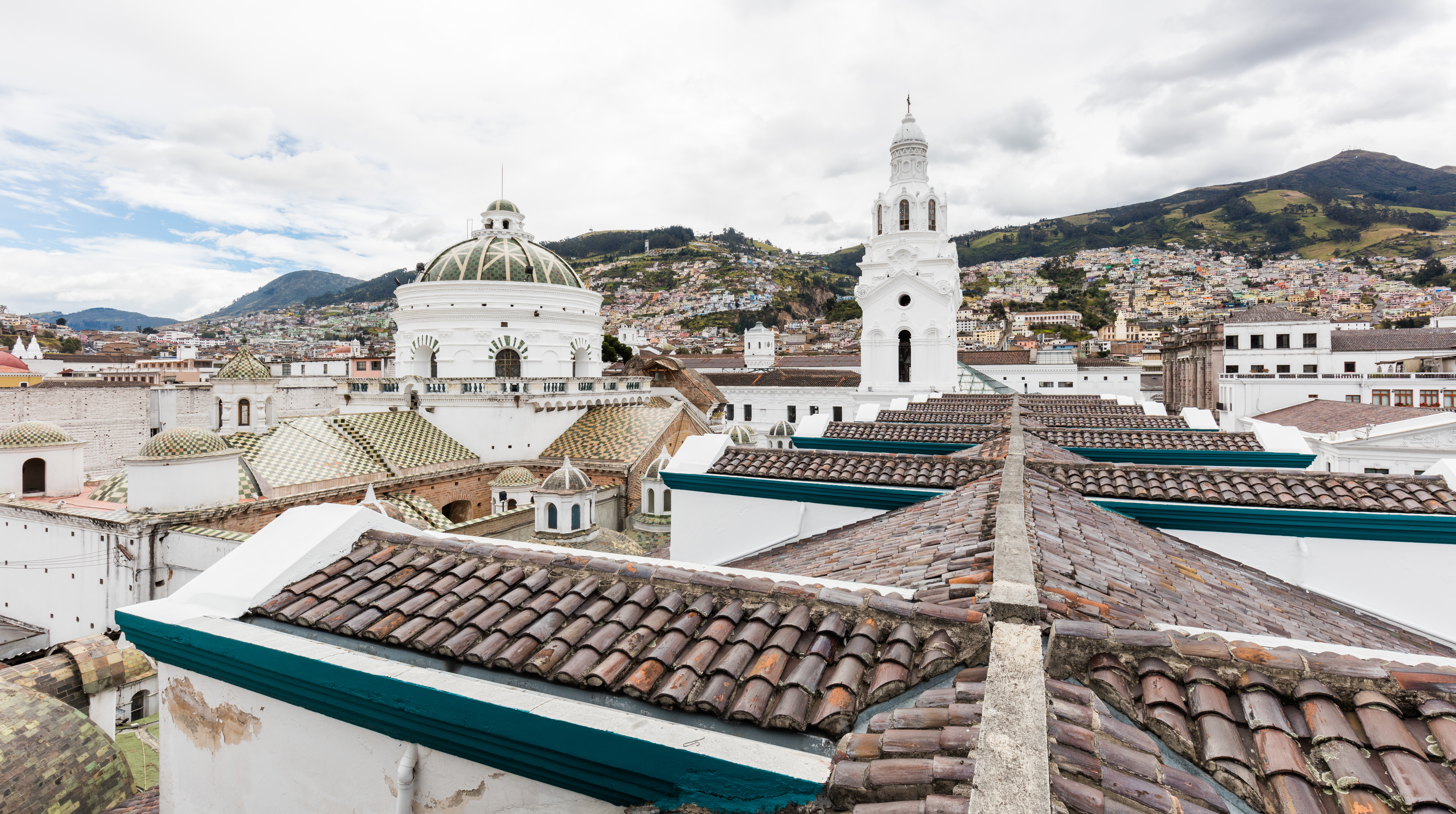
Teulada, cúpules, llanternes i campanar de la catedral de Quito.

La catedral és de planta longitudinal i consta de tres naus, les cobertes se sostenen a través d'arcs apuntats semiovals sobre pilars de secció quadrada, una estructura espacial bàsica del segle xvi. La seva nau lateral dreta s'obre en diverses capelles al llarg del mur, igual que cap a una gran porta de fusta llaurada, amb forma d'arc de mig punt, que ens porta a la capella adjunta del Sagrario. Les diferents capelles, segons l'ordre, són: De las Almasdonde es troba el conjunt escultòric El Calvari i La Negació de Pedro, Sant Pere Primer Papa de l'Església, La Divina Parentela o Sagrada Família i al mausoleu dedicat a la Memòria del Mariscal Antonio José de Sucre.
La nau central té un artesanat en fusta de cedre amb influència mudèjar. Entre les reconstruccions i ampliacions del temple s'observa una petita nau transversal darrere de la capella major.
Per a alguns experts, el temple és una construcció d'estil gòtic-mudèjar, per les característiques dels seus pilars i arcs. L'estil gòtic vindria a estar present en els arcs apuntats i les naus del creuer, així com en el deambulatori que envolta el presbiteri.
L'arc exterior, anomenat de Carondelet en honor del seu patrocinador, el Baró de Carondelet, President de l'Audiència de Quito entre 1799 i 1807, reforça la important relació del temple amb la plaça, aconseguida a través de la muralleta longitudinal de pedra que salva la diferència de nivells, i que està ornamentat amb elements com a esferes i piràmides en tota la seva longitud. Les obres de l'atri, la muralleta i l'escalinata circular van ser concloses en 1807.
Plaques commemoratives, van ser col·locades al llarg de les llises parets calcàries de l'atri. En una s'esmenta a Quito com a descobridora del riu Amazones, amb la llegenda: És glòria de Quito el descobriment del gran riu de les Amazones. En cinc, consten els noms dels fundadors de la ciutat. En una altra es llegeix: Quito Patrimoni de la Humanitat. I finalment, en una petita s'informa: Catedral, segle xvi, Erigida com a Església Major (1545-1572); reformada als segles XVII-XVIII i XX.
Sobre una de les cúpules es va col·locar un gall de ferro per indicar l'adreça del vent; amb els anys aquesta imatge s'ha tornat un dels distintius més importants de la Catedral i ha estat motiu de diverses llegendes.
La seva imatge neoclàssica amb doms, escultures en la balustrada, arcs i l'escalinata de contorn semicircular central amb dos cercles menors laterals, va contribuir a valorar la façana lateral sobre la principal, i a convertir-la en escenari de cerimònies religioses i artístiques fins a l'època moderna.

## Interiors
Acabada la construcció, es va procedir a la decoració dels interiors del temple. Els retaules laterals van ser tallats pels primers mestres de l'escola quitenya, coberts amb pa d'or, i en els seus nínxols es van col·locar les imatges de sants i màrtirs, també obra dels primers escultors de la famosa escola d'art, amb seu a la propera església de Sant Francisco. L'altar major, totalment d'or, té influències barroques i mudèjars. La sagristia i el púlpit van ser els últims elements a ser acabats. La Catedral va ser oficialment acabada i consagrada pel segon Bisbe de Quito, Pedro de la Peña, el 1572.

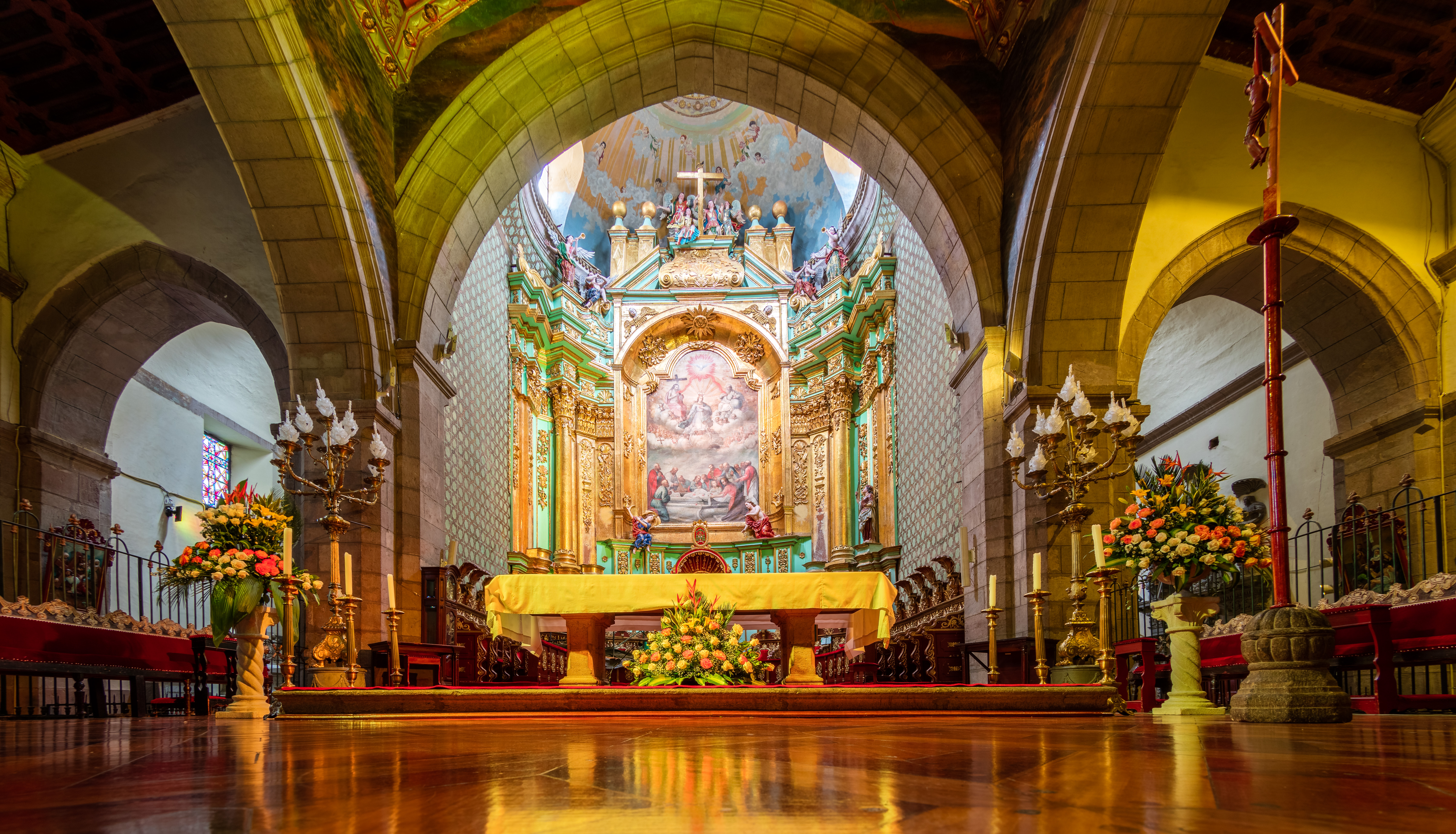
Altar major.
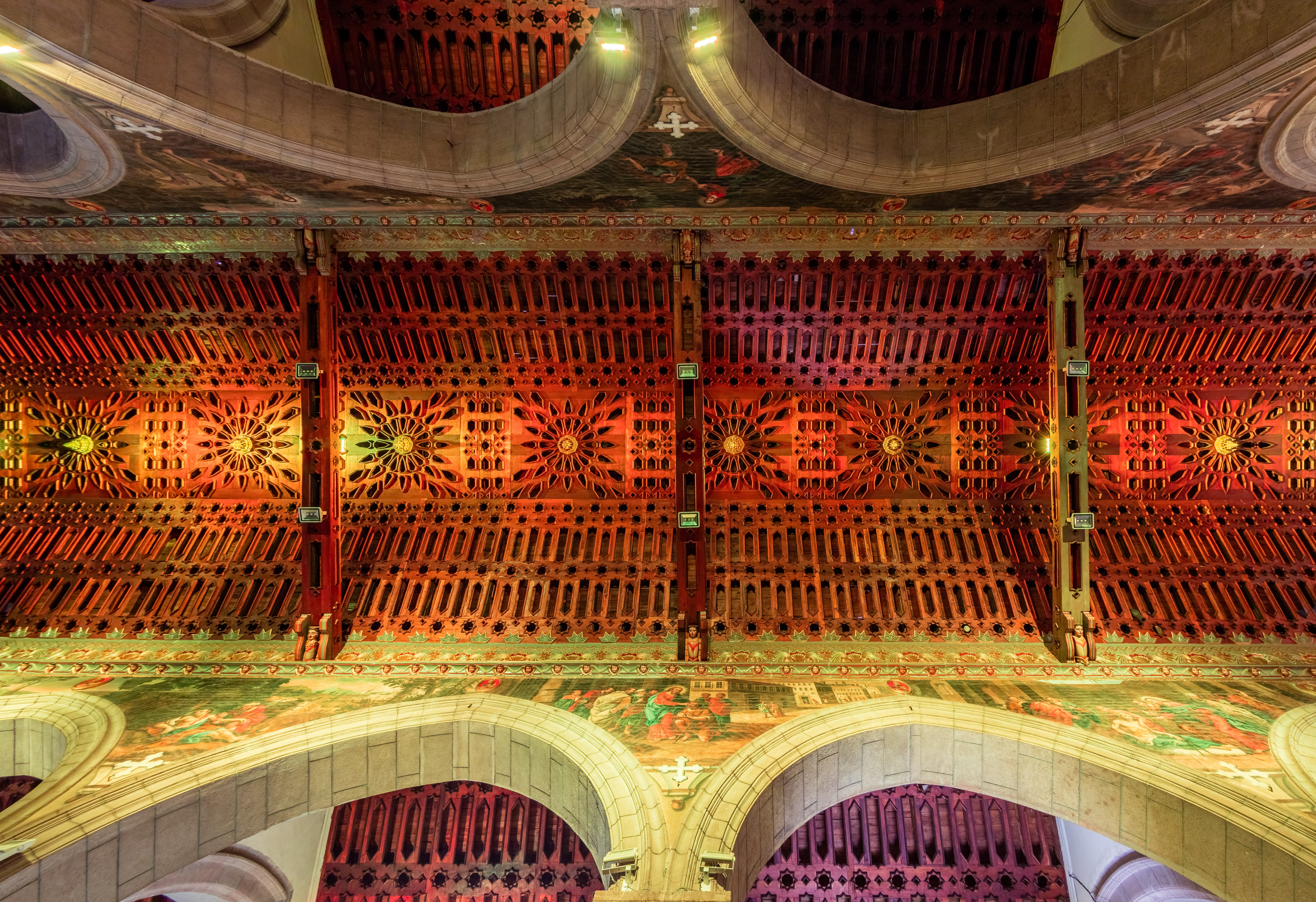
Detall del sostre en la nau central.
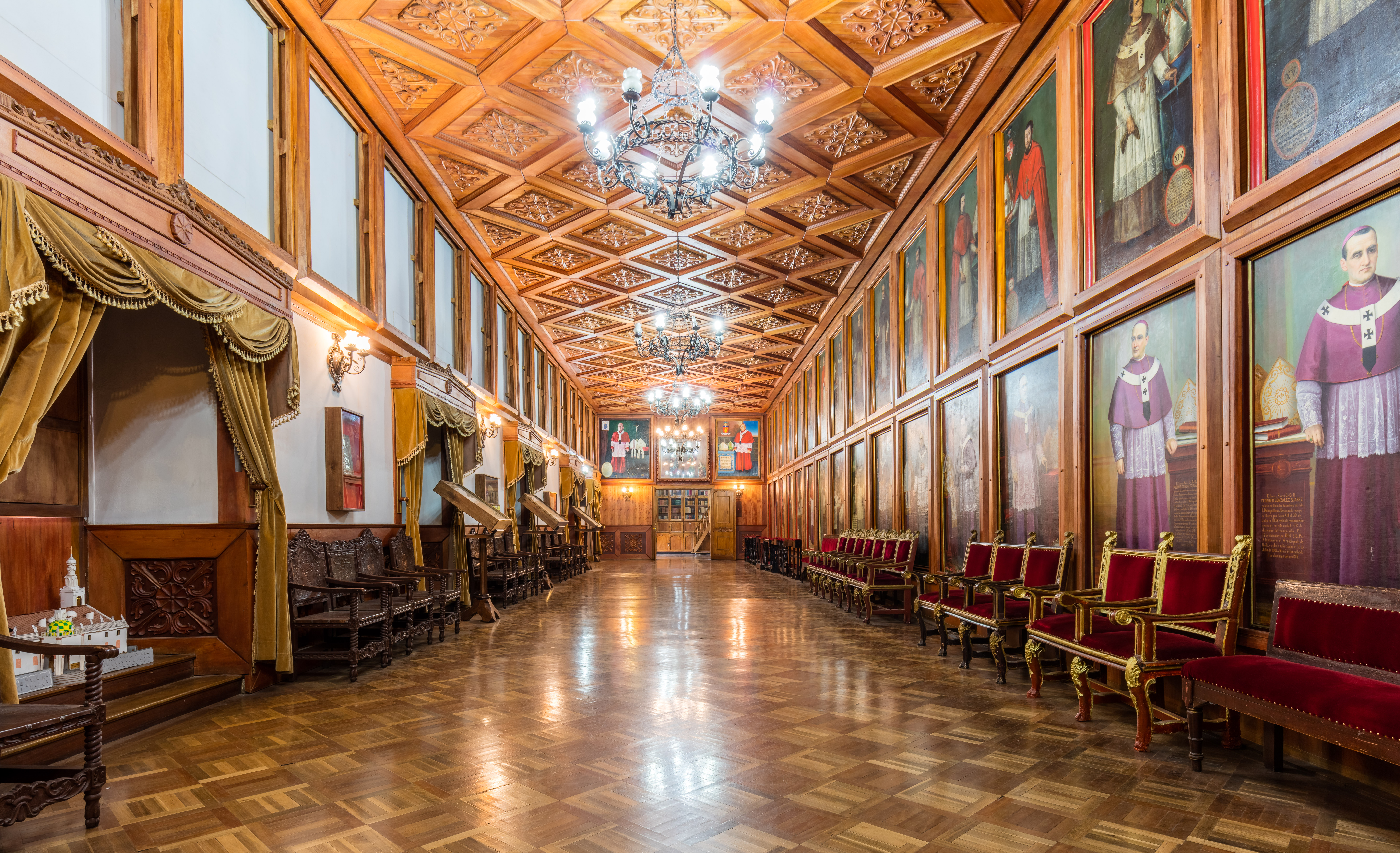
Sala Capitular.
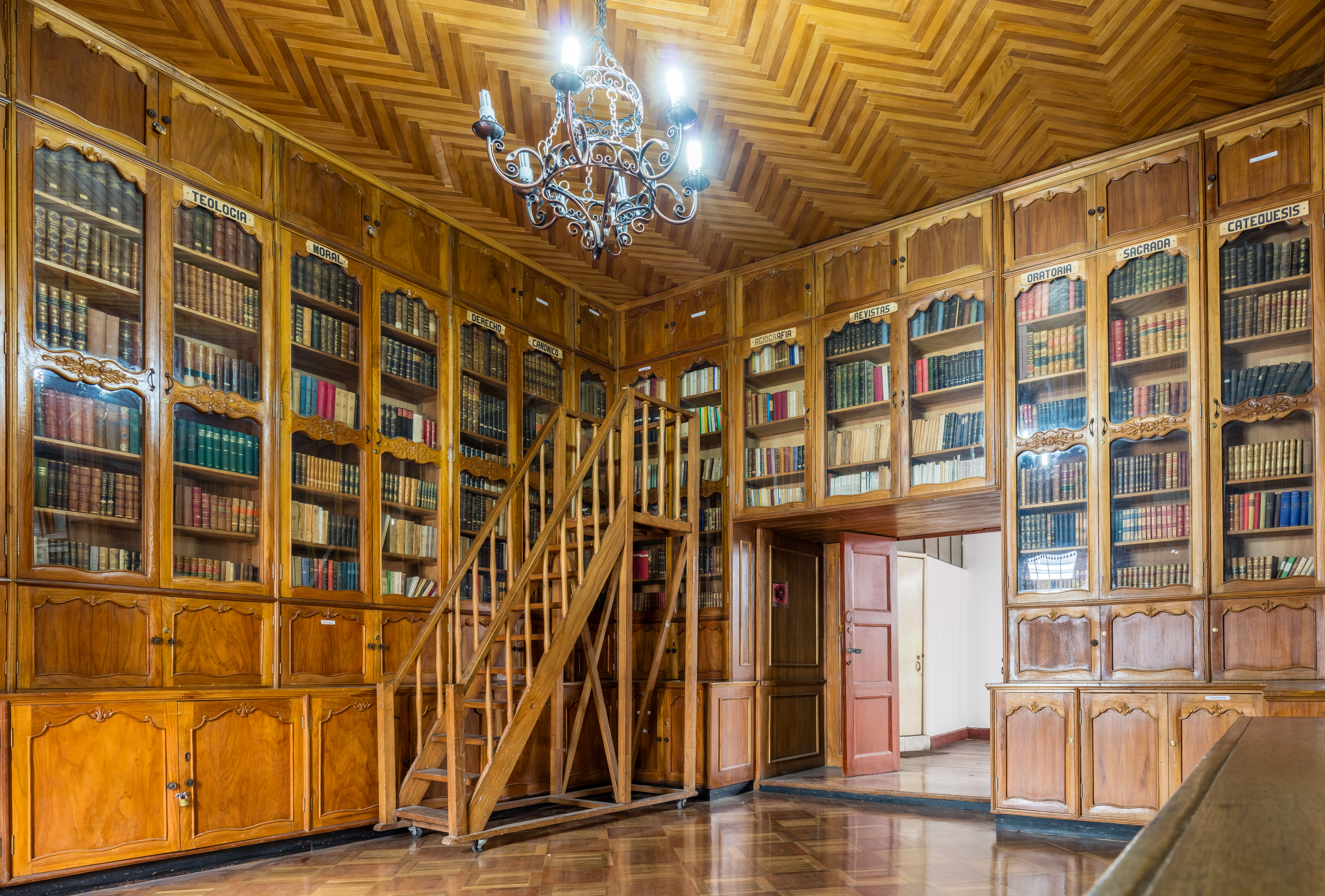
Biblioteca Arzobispal.
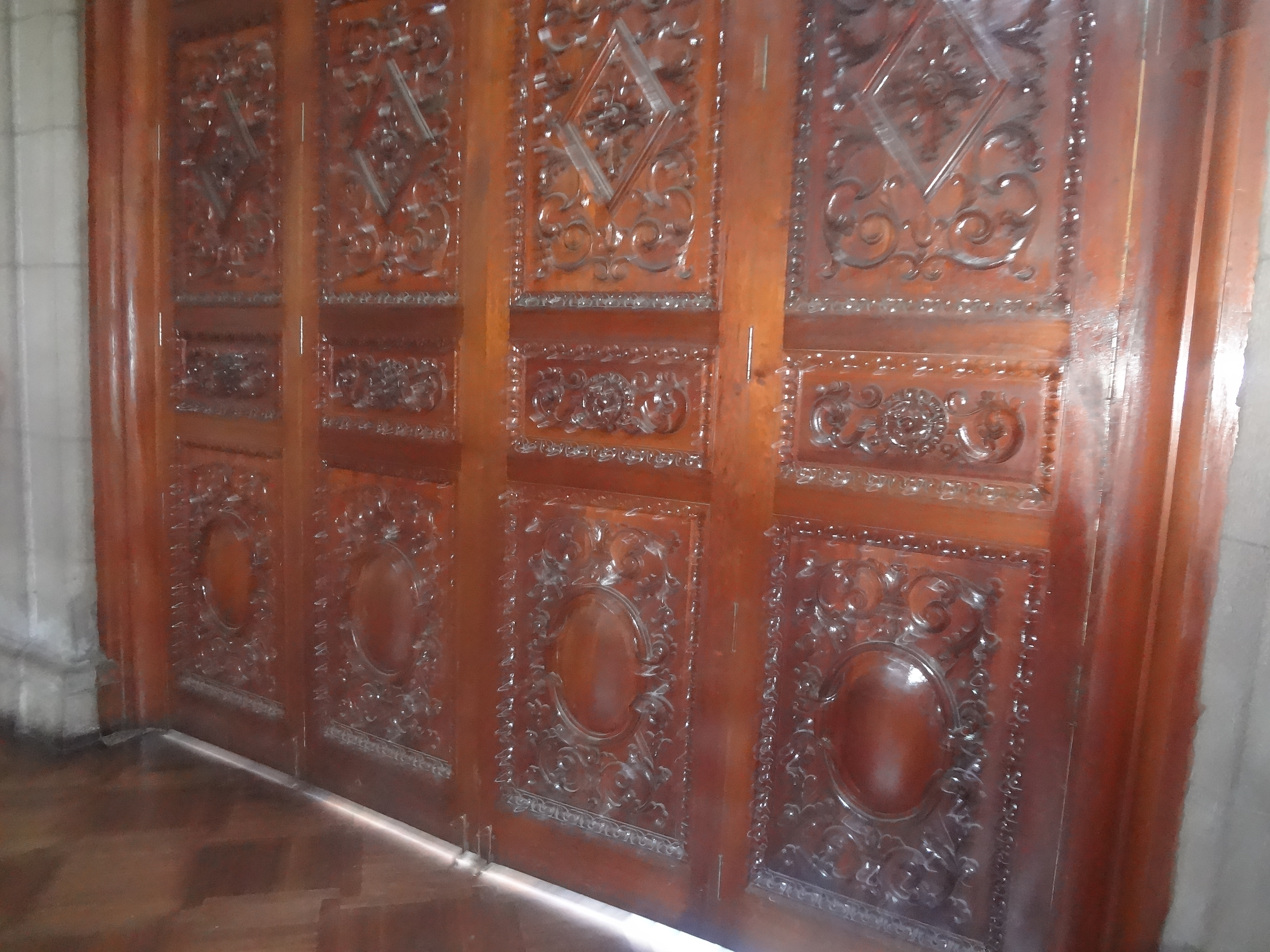
Mampara d'ingrés.
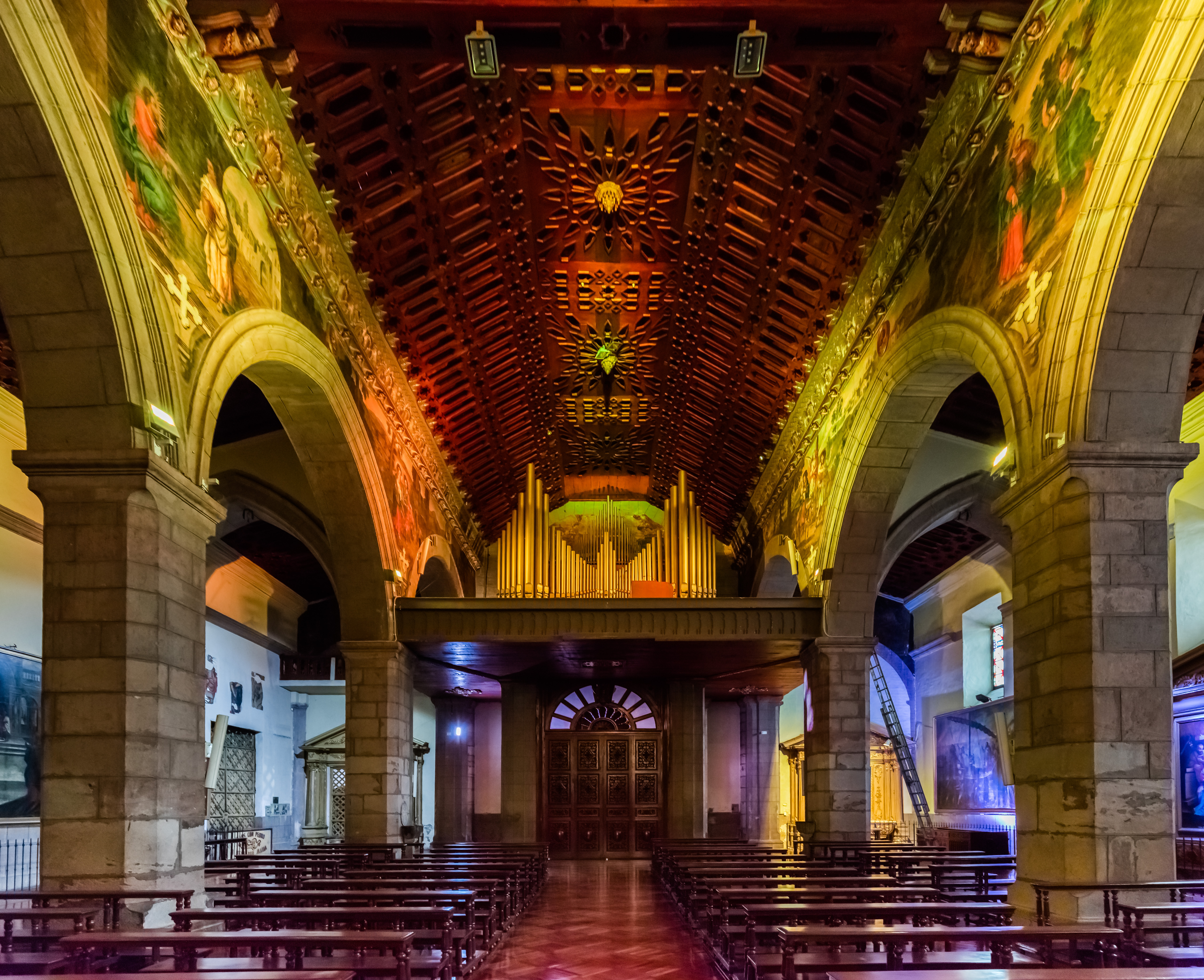
Nau central i l'òrgan del segle xviii.
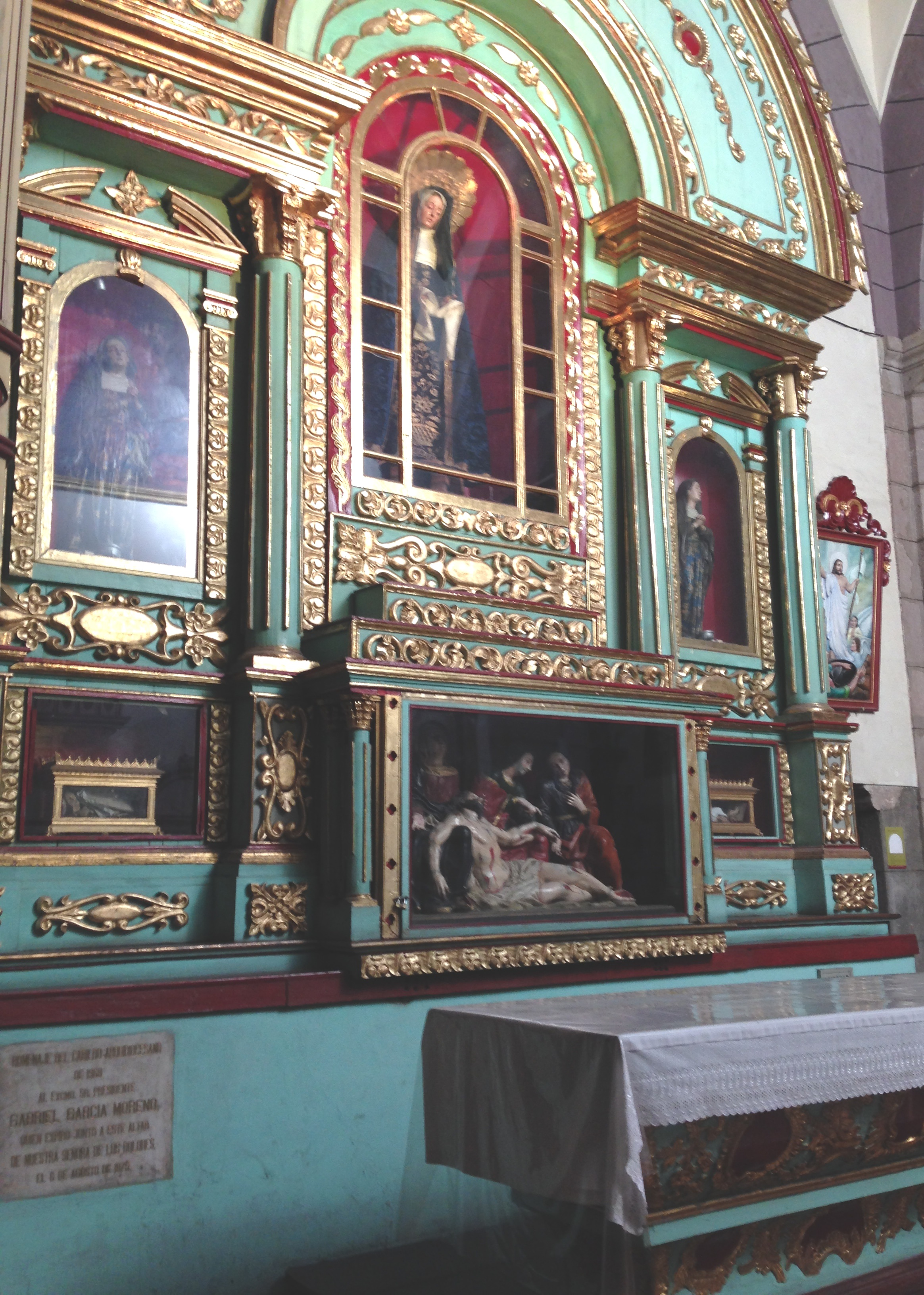
Altar de La nostra Senyora dels Dolors.
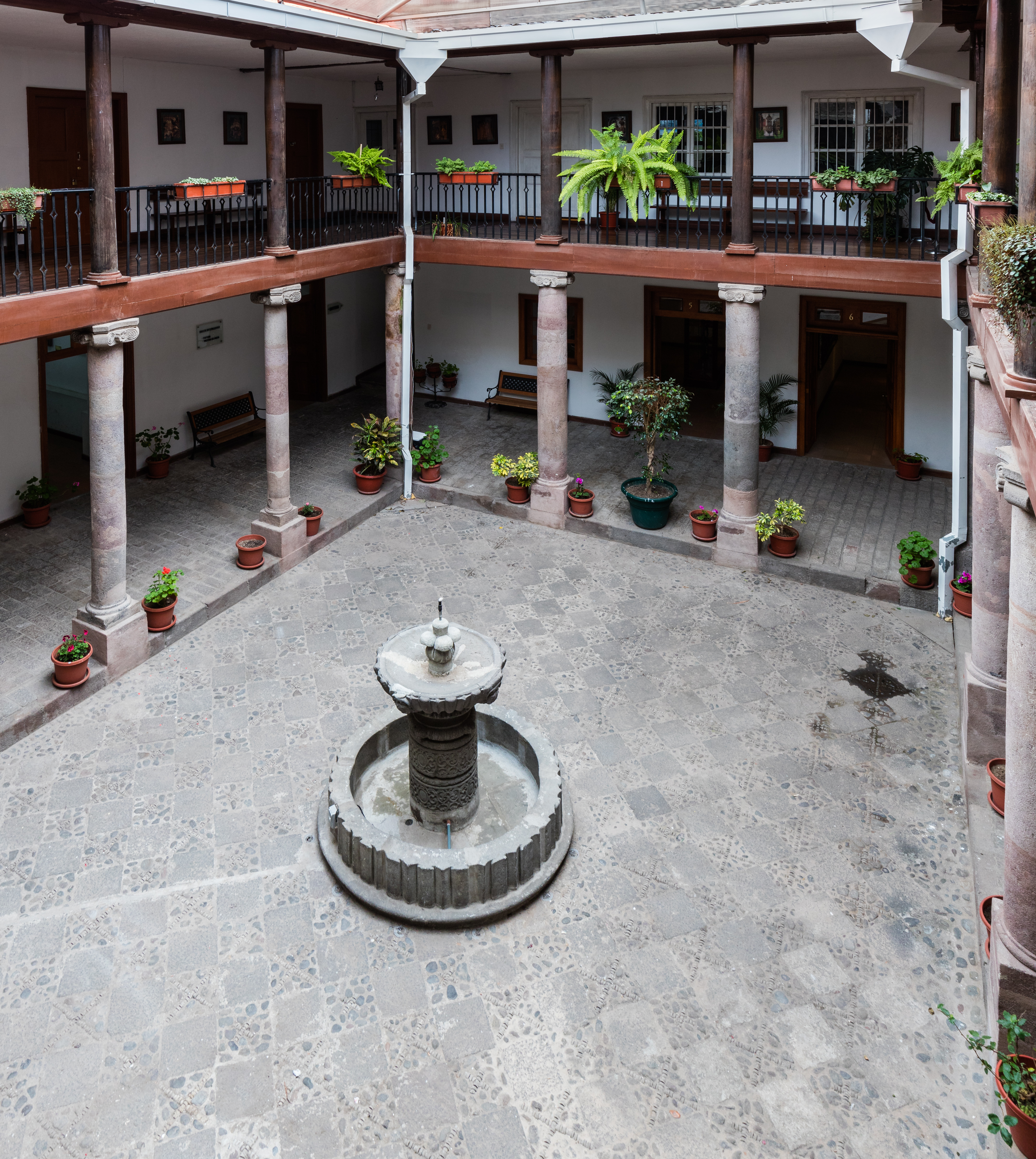
Museu de la Catedral de Quito.

### Personatges il·lustres que reposen en la Catedral
A l'interior d'una capella contigua a la sagristia, que també té porta amb portada de pedra tallada des de la muralleta exterior, es veneren les restes del Mariscal veneçolà Antonio José de Sucre, heroi de la independència equatoriana i llatinoamericana. En aquest lloc, Luis Mideros ressalta els fets històrics de l'heroi de Pichincha en pintures murals. L'urna que conté les seves restes és de forma rectangular i està tallada en pedra fosca (andesita) del Pichincha, al voltant de la qual s'han disposat banderes de tots els països per les llibertats dels quals Sucre va lluitar.
A més del gran Mariscal de Ayacucho i varis dels primers conqueridors al costat de les seves famílies, en la Catedral Metropolitana reposen també les restes dels següents personatges:
- Rodrigo Núñez de Bonilla, primer Governador de Quito i militar derrotat al costat del virrei Blasco Núñez de Vela en la Batalla d' Iñaquito (1546).
- Garcí Díaz Arias, primer bisbe de Quito.
- Francisco Luis Héctor de Carondelet, baró de Carondelet i president de la Real Audiència de Quito entre 1799 i 1807.[6]
- Carlos de Montúfar, jove militar crioll que lluità al costat de Simón Bolívar i va conformar l'Estat de Quito (1811-1812). És un dels «libertadors» de l'actual Equador.
- José de Cuir i Caicedo, bisbe de la ciutat i president de l'Estat de Quito entre 1811 i 1812. Les seves restes jeuen en la catedral des del de 2016.
- Juan José Flores, primer president constitucional de la República de l'Equador.
- Gabriel García Moreno, president constitucional de la República de l'Equador, atacat amb un matxet i bala en el Palau de Carondelet, va expirar al costat de l'altar de la Verge dels Dolors. Les seves restes jeuen en la catedral des del 6 d'agost de 1975, data en què van ser traslladats des del Monestir de Santa Catalina de Siena, en el centenari de la seva defunció.
- Mercedes Jijón de Vivanco, aristòcrata quiteña que va ser esposa de Juan José Flores i, per tant, Primera Dama de la nació després del naixement de la República.
- Ignacio de Veintemilla, president de la República de l'Equador. La seva tomba es troba en la Capella de les Ànimes.
- Rafael Sales Estrada, cèlebre pintor academicista quiteño, director de l'Escola de Belles arts. La seva tomba es troba en la Capella de les Ànimes.
- Monsenyor Federico González Suárez, arquebisbe de la ciutat, eclesiàstic, historiador i arqueòleg equatorià.
- Luis Felipe Borja, jurisconsult, polític, literat i mestre equatorià.

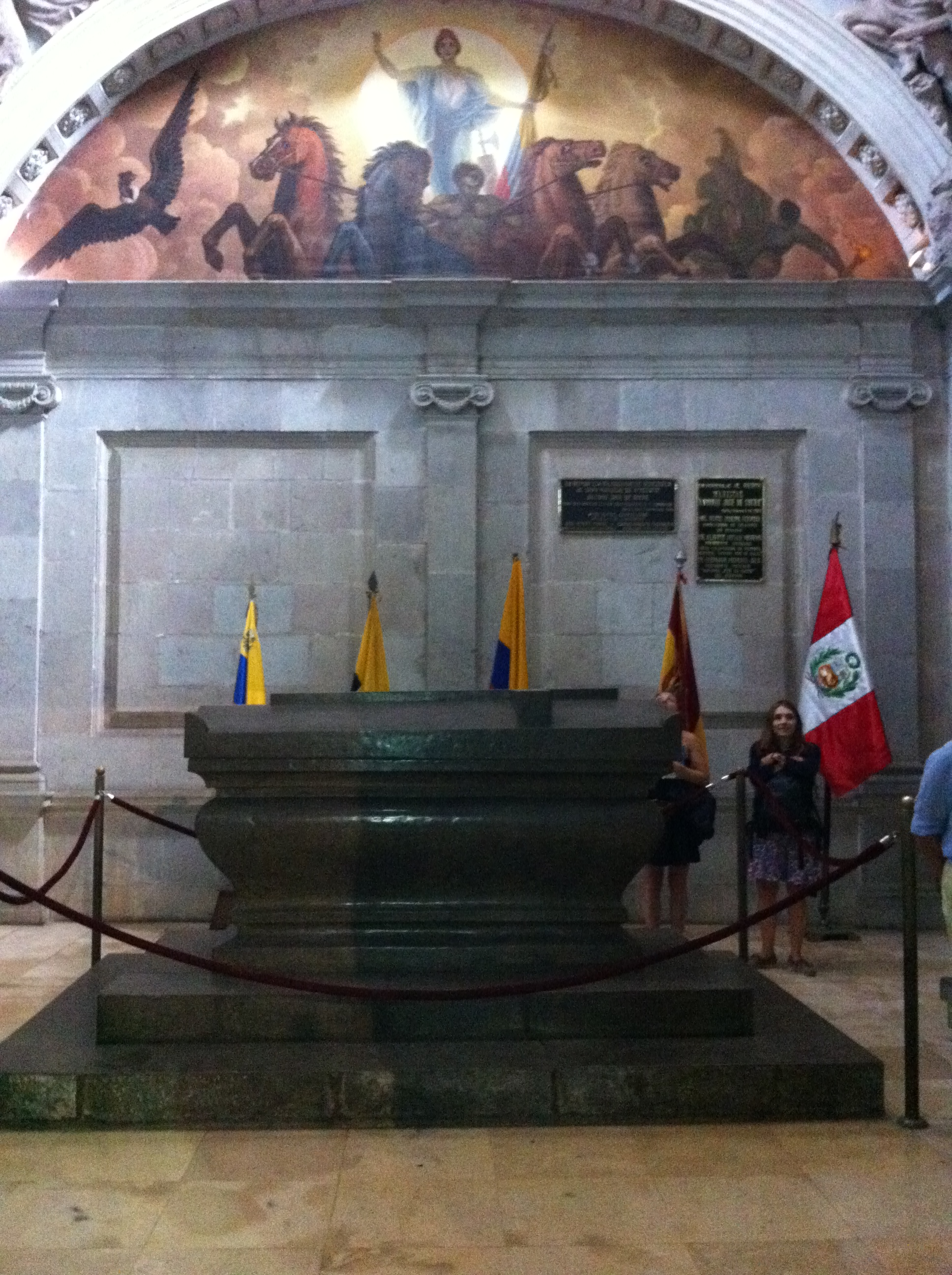
Mausoleu d'Antonio José de Sucre.
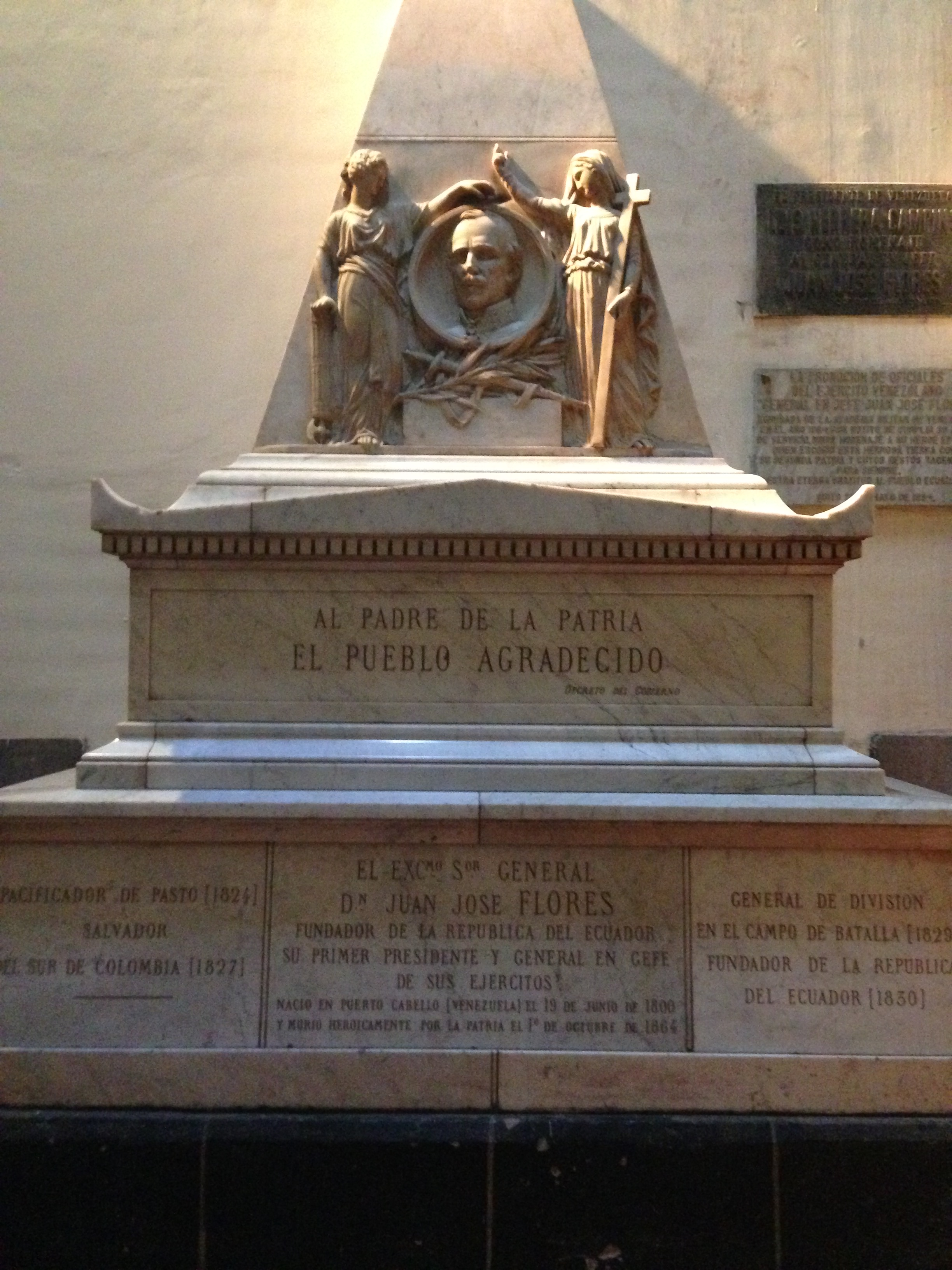
Mausoleu de Juan José Flores.
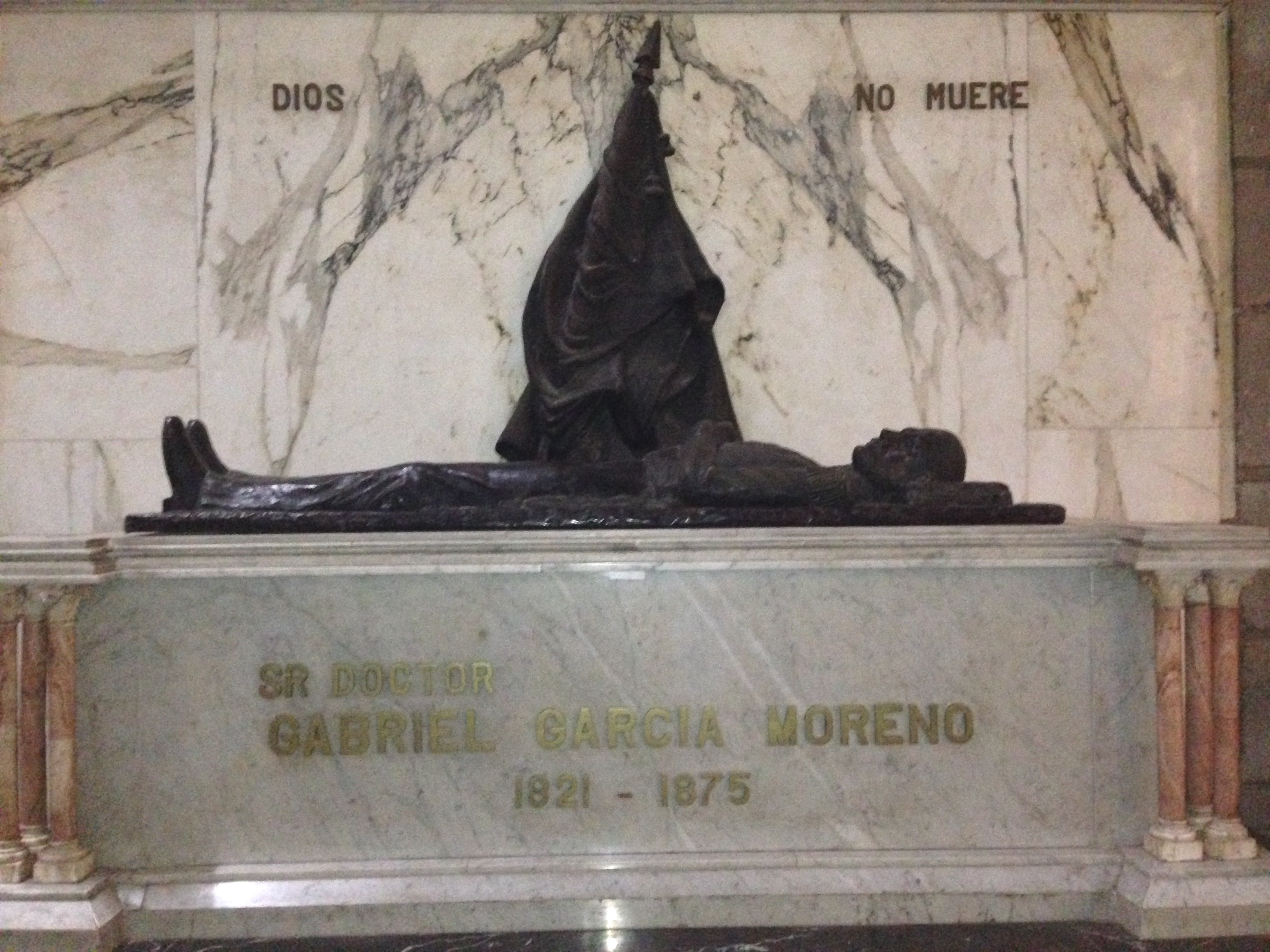
Cenotafi de Gabriel García Moreno.
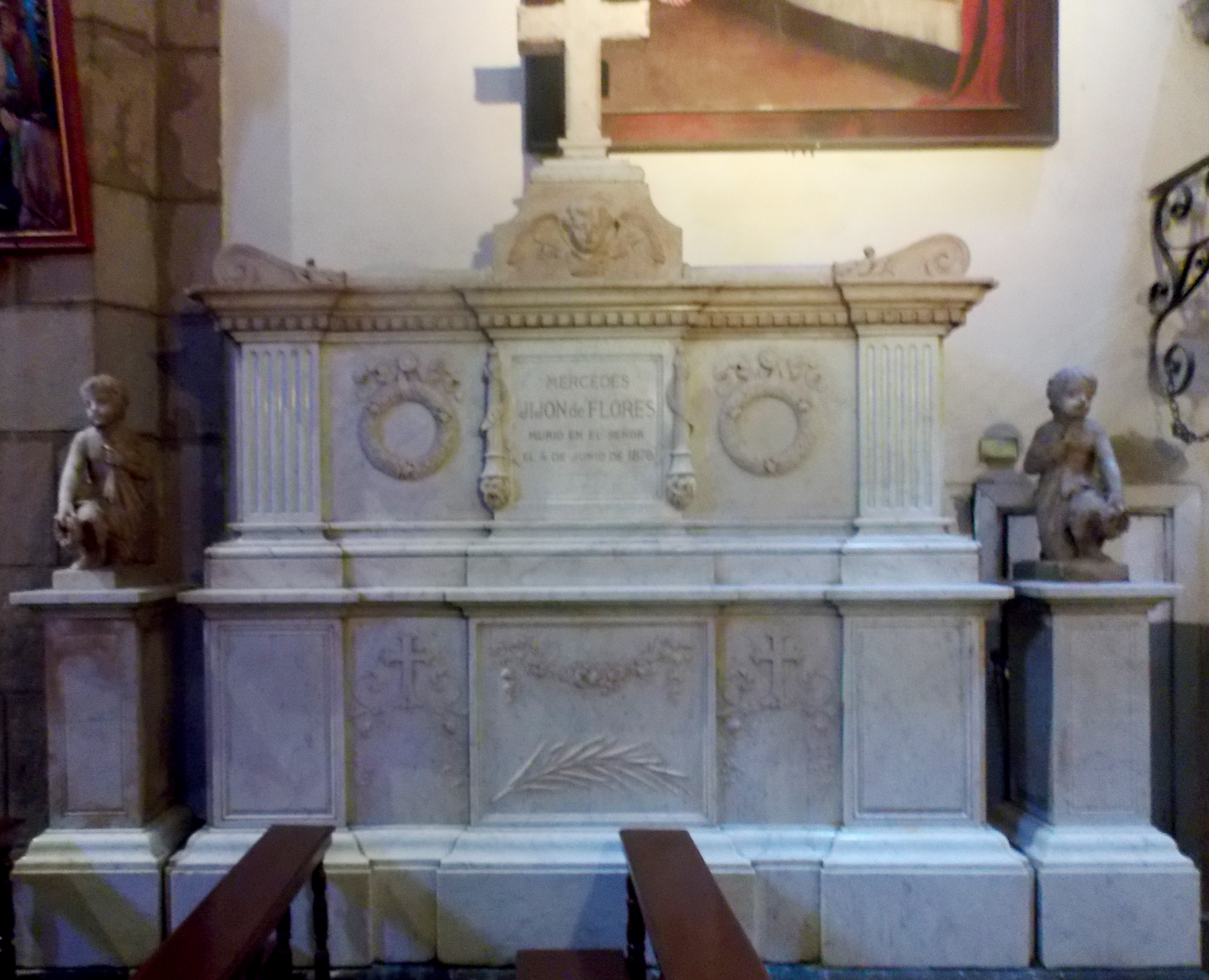
Cenotafi de Mercedes Jijón de Vivanco.
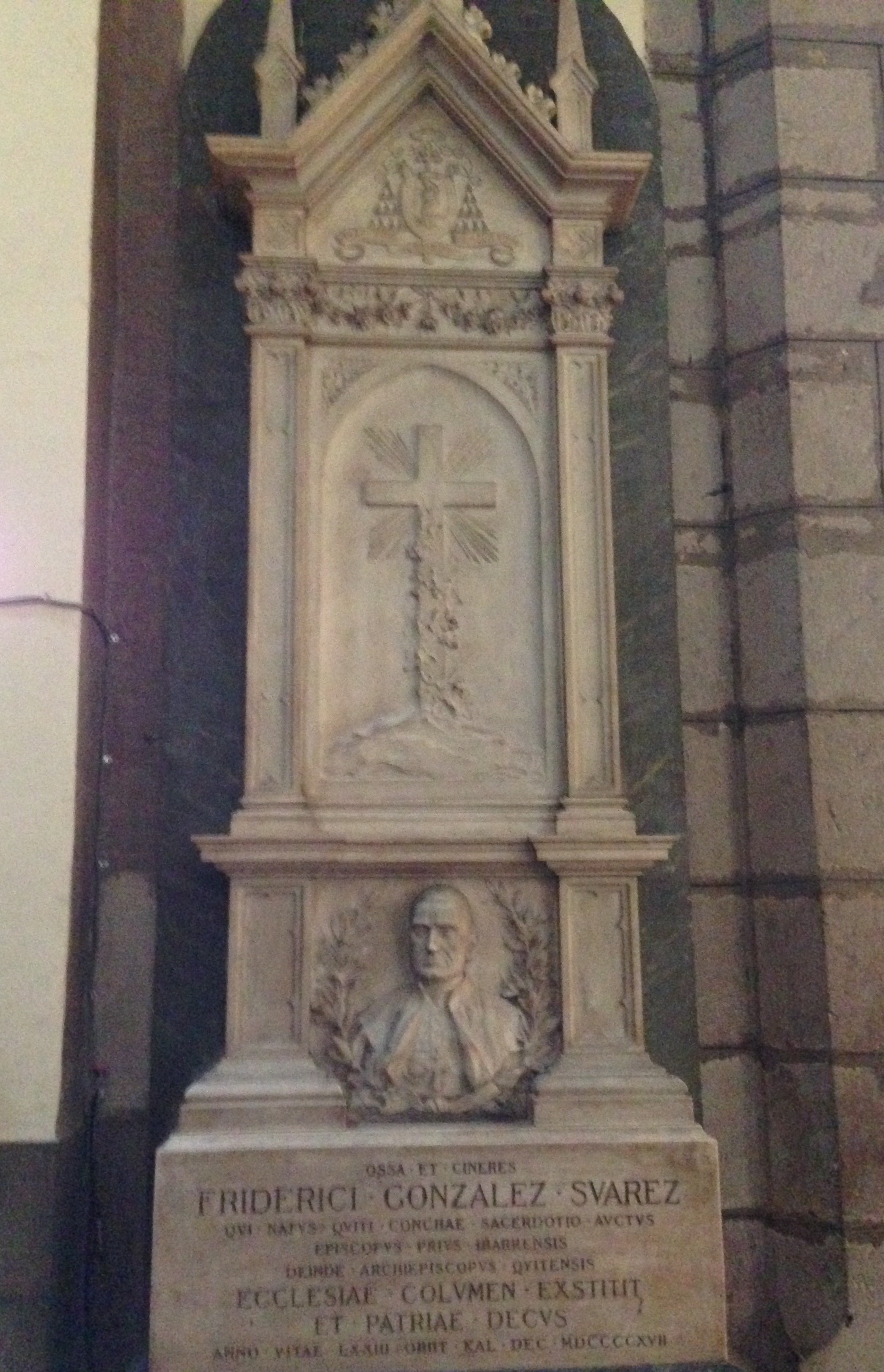
Cenotafi de Federico González Suárez.